# Singin' the Blues
Singin' the Blues je debutové album bluesového kytaristy B. B. Kinga, vydané v roce 1956.

## Seznam skladeb
Pokud není uvedeno jinak, všechny skladby napsali B. B. King a Jules Taub.

### Strana 1
1. "Please Love Me" – 2:51
2. "You Upset Me Baby" – 3:04
3. "Every Day I Have the Blues" (Memphis Slim) – 2:49
4. "Bad Luck" (Ivory Joe Hunter) – 2:54
5. "3 O'Clock Blues" (Lowell Fulson) – 3:03
6. "Blind Love" – 3:06

### Strana 2
1. "Woke Up This Morning" – 2:59
2. "You Know I Love You" – 3:06
3. "Sweet Little Angel" (Lucille Bogan, ? Smith) – 3:00
4. "Ten Long Years" – 2:49
5. "Did You Ever Love a Woman" (D. Moore) – 2:34
6. "Crying Won't Help You" (Hudson Whittaker) – 3:00

### Bonusy na CD
1. "Whole Lotta Meat" (King) – 2:32
2. "I'm Cracking Up Over You" – 3:23
3. "I Stay in the Mood" (Joe Josea, King) – 2:55
4. "When My Heart Beats Like a Hammer 'Million Years Blues'" (John Williamson) – 2:58
5. "Jump with You Baby" – 2:14
6. "Lonely and Blue" (John Costa Jr., John Erby) – 2:58
7. "Dark is the Night, Pt. 'the Blues Has Got Me'" (Maxwell Davis, King, Taub) – 2:41
8. "Ruby Lee" – 3:01

## Sestava
- Red Callender – kontrabas
- Maxwell Davis – tenor saxofon
- Jewell L. Grant – alt saxofon
- Billy Hadnot – basa
- Ralph Hamilton – basa
- Lorenzo Holden – tenor saxofon
- B. B. King – kytara, zpěv
- Willard McDaniel – piáno
- Jack McVea – tenor saxofon
- Bumps Myers – tenor saxofon
- Jake "Vernon" Porter – trubka
- Jesse Price – bicí
- Jesse Sailes – bicí
- Maurice Simon – tenor saxofon
- Floyd Turnham – alt saxofon, barytonsaxofon
- Charles Waller – tenor saxofon